# Crupina intermedia
Crupina intermedia là một loài thực vật có hoa trong họ Cúc. Loài này được (Mutel) Walp. mô tả khoa học đầu tiên năm 1849.